# Jan den Boer (waterpoloër)
Jan Cornelis den Boer (Gouda, 13 mei 1889 - aldaar, 9 april 1944) was een Nederlands waterpolospeler.
Den Boer nam eenmaal deel aan de Olympische Zomerspelen in 1924. Tijdens het toernooi speelde hij drie wedstrijden. In de competitie kwam Den Boer onder meer uit voor GZC uit Gouda, AZ&PC uit Amersfoort en HZ&PC uit Den Haag. In 1923 werd hij met GZC kampioen van Nederland. Hij was in 1923 tevens aanvoerder van het nationale waterpoloteam. In het dagelijks leven was Den Boer directeur van de Goudsche eierveiling. Ook was hij waarnemend commandant van de Goudse brandweer. Den Boer was bestuurlijk actief binnen de zwemwereld. Hij was de oprichter en eerste voorzitter van het Spaardersbad in Gouda.
Jan den Boer · 
Willy Bohlander · 
Gé Bohlander · 
Willem Bokhoven · 
Sjaak Köhler · 
Han van Senus · 
Karel Struijs